# Лейт Шенкланд
Лейт Шенкланд (англ. Leith Shankland, 30 червня 1991) — південноафриканський плавець.
Учасник Олімпійських Ігор 2012 року.